# Claude Martin
Claude Martin (Tours, 2 de abril de 1619 - Marmoutier, 9 de agosto de 1696) fue un religioso benedictino y escritor eclesiástico francés.

## Vida
Hijo único de Claude Martin, que fue artesano de la seda, y de Marie Guyart, quedó huérfano de padre antes de cumplir un año de edad. Cuando él tenía doce años su madre profesó en un convento de ursulinas de Tours; posteriormente marcharía como misionera a Canadá.  
Claude estudió internado en el colegio de jesuitas de Rennes y después en el de Orléans, hasta que a los veintitrés tomó los votos en la abadía de la Trinidad de Vendôme, perteneciente a la Congregación de San Mauro de la orden benedictina.  
Tras pasar por el seminario en Thiron y estudiar Filosofía y Teología en Jumièges, fue ordenado sacerdote. 
A lo largo de su vida fue sucesivamente subprior de la abadía de Vendôme y prior de las de Meulent, Blancs-Manteaux de París, Saint-Corneille de Compiègne, Saint-Serge de Angers, Bonnenouvelle de Rouen, asistente de los superiores generales Bernard Audebert y Benoît Brachet en Saint-Germain-des-Prés de París, prior de Saint-Denis y de Marmoutier y presidente del capítulo de la congregación. 
En sus últimos años, alegando su avanzada edad y delicada salud, solicitó le relevaran del priorato. Alabado por sus correligionarios como ejemplo de virtudes cristianas, murió en Marmoutiers a los 77 años de edad con fama de santidad. 

## Obra
Dejó escritas varias obras teológicas y litúrgicas, además de la biografía y epistolario de su madre: 
- Oraison funebre de Messire Pompone de Bellievre, premier Président du Parlement de Paris (París, 1657);
- Méditations chrétiennes pour les dimanches, les féries, ete les principales fétes de l'année (París, 1669);
- Conduite pour la retraite du mois, à l'usage des Religieux de la Congrégation de S. Maur (París, 1670);
- Pratique de la Regle de saint Benoît (París, 1674);
- La vie de la vénérable mère Marie de l'Incarnation, première supérieure des ursulines de la nouvelle France (París, 1677);
- Lettres de la vénerable Mere Marie de l'Incarnation (París, 1677);
- Méditations pour la féte et pour l'octave de sainte Ursule (París, 1678);
- Méditations pour la féte et pour l'octave de saint Norbert (Caen, 1678);
- Retraites de la vénérable Mere Marie de l'Incarnation, avec une exposition succinte du Cantique des Cantiques (París, 1682).